# Estibogluconato de sodio
El estibogluconato de sodio, que se vende bajo la marca Pentostam entre otros, es un medicamento que se usa para tratar la leishmaniasis. Esto incluye la leishmaniasis de los tipos cutáneo, visceral y mucoso. Una combinación de miltefosina, paramycin y anfotericina B liposomal, sin embargo, puede ser recomendable debido a problemas de resistencia. Se administra por inyección.
Los efectos secundarios son comunes e incluyen pérdida de apetito, náuseas, dolores musculares, dolor de cabeza y cansancio. Los efectos secundarios graves pueden incluir latidos cardíacos irregulares o pancreatitis. El estibogluconato de sodio es menos seguro que algunas otras opciones durante el embarazo. No se cree que genere ningún problema si se usa durante la lactancia. El estibogluconato de sodio se encuentra en la clase de medicamentos antimoniales pentavalentes.
El estibogluconato de sodio ha sido estudiado desde 1937 y ha estado en uso médico desde la década de 1940. Está en la Lista de medicamentos esenciales de la Organización Mundial de la Salud, los medicamentos más efectivos y seguros que se necesitan en un sistema de salud. El precio al por mayor en el mundo en desarrollo es de US$9,66 por vial. Esto se traduce en que el costo de un ciclo de tratamiento sería entre US$12 y 56. En los Estados Unidos está disponible en el Centro para el Control de Enfermedades.

## Efectos secundarios
El estibogluconato de sodio es extremadamente tóxico para las venas. Uno de los problemas prácticos es que después de unas pocas dosis puede ser extremadamente difícil encontrar una vena para inyectar el medicamento. La inserción de un PICC no evita el problema y, en cambio, puede agravarlo: toda la vena a lo largo del curso de la línea PICC puede inflamarse y trombosarse. Las dosis grandes de estibogluconato de sodio a menudo se administran como soluciones diluidas. 
La pancreatitis es un efecto deletéreo común del fármaco, y la amilasa o lipasa séricas debe controlarse dos veces por semana; no hay necesidad de suspender el tratamiento si la amilasa permanece menos de cuatro veces sobre el límite superior de lo normal; Si la amilasa se eleva por encima del límite, el tratamiento debe interrumpirse hasta que la amilasa caiga a menos del doble del límite superior normal, con lo cual se puede reanudar el tratamiento. Los trastornos de la conducción cardíaca son menos comunes, pero es recomendable monitorizar mediante ECG mientras se inyecta el medicamento y los cambios se revierten rápidamente después de interrumpir el tratamiento o disminuir la velocidad de infusión. 
El medicamento se puede administrar por vía intramuscular, pero es extremadamente doloroso cuando se administra por esta vía. También se puede administrar por vía intralesional cuando se trata la leishmaniasis cutánea (es decir, se inyecta directamente en el área de la piel infectada) y nuevamente, esto es extremadamente doloroso y no da resultados superiores a la administración intravenosa. 
El estibogluconato de sodio también puede reducir el apetito, producir sabor metálico en la boca, náuseas, vómitos, diarrea, dolor de cabeza, cansancio, dolores en las articulaciones, dolores musculares, mareos y anafilaxia . 

## Dosificación
El estibogluconato de sodio está disponible en el Reino Unido como Pentostam, donde es fabricado por GlaxoSmithKline. Está disponible en los Estados Unidos de forma específica en los Centros para el Control y la Prevención de Enfermedades (CDC). 
A medida que los regímenes de dosificación para tratar la leishmaniasis han evolucionado, la dosis diaria de antimonio y la duración de la terapia se han incrementado progresivamente para combatir la falta de respuesta a la terapia. En la década de 1980, el uso de 20 mg/kg/día (en lugar de 10 mg/kg/día) de antimonio era recomendado, pero solo con una dosis máxima diaria de 850 mg. Investigaciones recientes han sugerido, sobre la base de los datos recientes de eficacia y toxicidad, que se debe eliminar esta restricción de 850 mg. La evidencia hasta la fecha, que se encuentra en su investigación, sugiere que un régimen de 20 mg/kg/día de antimonio pentavalente, sin un límite superior de dosis diaria, es más eficaz y no es sustancialmente más tóxico que los regímenes con dosis diarias más bajas. Se recomienda tratar todas las formas de leishmaniasis con un total de 20 mg/kg/día de antimonio pentavalente. El tratamiento de la leishmaniasis cutánea generalmente dura 20 días y el de la leishmaniasis visceral y mucosa dura 28 días.
La dosis de estibogluconato de sodio se administra por infusión intravenosa lenta (al menos cinco minutos con monitoreo cardíaco). La inyección se detiene si hay tos o dolor en el centro del pecho. El índice de quimioterapia fue establecido por Leonard Goodwin durante la Segunda Guerra Mundial cuando se requirió urgentemente un tratamiento para las tropas aliadas durante la invasión de Sicilia.
La duración del tratamiento suele ser de 10 a 21 días y depende de la especie de Leishmania y el tipo de infección (cutánea o visceral). 

## Estructura química
La estructura química del estibogluconato de sodio es algo ambigua, y la estructura que se muestra arriba está idealizada. Sus soluciones pueden contener múltiples compuestos de antimonio, aunque esta heterogeneidad puede no ser importante. Se ha especulado que la especie activa contiene un solo centro de antimonio.

## Farmacocinética
Aunque el antimonio en sí mismo es una causa de intoxicación por metales pesados, el estibogluconato no parece acumularse en el cuerpo y se excreta por los riñones.

## Mecanismo de acción
El mecanismo del estibogluconato de sodio es poco conocido, pero se cree que se deriva de la inhibición de la síntesis macromolecular a través de una reducción del ATP y GTP disponible, probablemente secundaria a la inhibición del ciclo del ácido cítrico y la glucólisis. Bermann et al. estudió los efectos del estibogluconato en la leishmaniasis mexicana y demostró una reducción del 56-65% en la incorporación de una etiqueta en los nucleósidos trifosfatos de purina (ATP y GTP), así como un aumento de entre 34 y 60% en la incorporación de la etiqueta en el nucleósido de purina mono y di fosfatos (AMP, GMP, ADP y GDP) después de 4 horas de la exposición al estibogluconato.